# Ekrem Dağ
Ekrem Hayyam Dağ (Mardin, Turquía, 5 de diciembre de 1980) es un futbolista austriaco de origen turco, que se desempeña como lateral derecho y que actualmente milita en el Şanlıurfaspor de la TFF Primera División.

## Clubes
| Club          | País    | Año         |
| ------------- | ------- | ----------- |
| Flavia Solva  | Austria | 1995 - 1997 |
| Sturm Graz    | Austria | 1997 - 2005 |
| Gaziantepspor | Turquía | 2005 - 2008 |
| Beşiktaş      | Turquía | 2008 - 2012 |
| Gaziantepspor | Turquía | 2012 - 2014 |
| Şanlıurfaspor | Turquía | 2014 -      |

## Selección nacional
Ha sido internacional con la Selección de fútbol de Austria, ha jugado 9 partidos internacionales por dicho seleccionado.